# Josia fulvia
Josia fulvia är en fjärilsart som beskrevs av Jacob Hübner 1822. Josia fulvia ingår i släktet Josia och familjen tandspinnare. Inga underarter finns listade i Catalogue of Life.